# Robert Kappus
Robert Kappus  (* 8. November 1904 in Frankfurt am Main; † 20. Februar 1973 in Paris) war ein deutscher Maschinenbauingenieur.

## Leben
Kappus studierte 1924 bis 1929 Maschinenbau an der TH Darmstadt und war dort danach Assistent von Wilhelm Schlink (Lehrstuhl für Mechanik und Aerodynamisches Institut). Danach war er bis 1945 bei der Deutschen Versuchsanstalt für Luftfahrt (DVL) in Berlin-Adlershof. 1938 promovierte er an der TH Berlin. 1947 bis 1969 war er bei der französischen ONERA in Chatillon bei Paris und arbeitete über die Analyse von Spannungen im Flugzeugbau und ab 1955 über die Dynamik von Flugzeugen als Tragwerken, mit Aero- und Thermoelastizität von Flugzeugen.
Ihm gelang eine exakte Theorie des Drillknickens von Stäben mit offenem Profil im elastischen Bereich. Vorher gab es dazu nur Näherungslösungen (Herbert Wagner, Friedrich Bleich, Hans Heinrich Bleich). Auch weitere Arbeiten von ihm waren für die Elastizitätstheorie bedeutend, so eine Arbeit von 1939, in der er Arbeiten von Erich Trefftz über elastische Stabilität weiterentwickelte.

## Schriften
- Drillknicken zentrisch gedrückter Stäbe mit offenem Profil im elastischen Bereich. In: Luftfahrt-Forschung, Band 14, 1937, S. 444–457.
- Zur Elastizitätstheorie endlicher Verschiebungen. In: Zeitschrift für Angewandte Mathematik und Mechanik (ZAMM), Band 19, 1939, S. 271–285
- Zentrisches und exzentrisches Drehknicken von Stäben mit offenem Profil. In: Stahlbau, Band 22, 1953, S. 6–12.